# Sèrie formal de potències
En matemàtica, una sèrie formal de potències (de vegades sèrie de potències formal) és una expressió matemàtica que estén les propietats de les sèries de potències en cossos com el dels reals o el dels complexos, permetent donar sentit formal a diverses notacions que tècnicament no tenen rigor. Les sèries formals de potències tenen diverses aplicacions, podent esmentar la combinatòria i la teoria de nombres.

## Definició
Informalment podem pensar que una sèrie de potències formal és una sèrie infinita de termes de la forma

{\displaystyle S(x)=\sum _{k=0}^{\infty }a_{k}x^{k}}

això és, un polinomi amb infinits termes, en què els  a  k   són elements d'un cos. Per formalitzar això, considerem el conjunt de totes les successions infinites d'elements d'un cos {\displaystyle \mathbb {K} }, les quals representarem d'aquesta forma:

{\displaystyle A=(a_{0},a_{1},a_{2},\dots )}

Denotarem al conjunt de totes aquestes successions amb el símbol {\displaystyle \mathbb {K} ^{\infty }}. Definim la suma d'aquestes successions de la forma següent:

{\displaystyle (a_{0},a_{1},a_{2},\dots )+(b_{0},b_{1},b_{2},\dots )=(a_{0}+b_{0},a_{1}+b_{1},a_{2}+b_{2},\dots )}

i la seva ponderació (multiplicació per escalar) per un element del cos {\displaystyle \mathbb {K} } com:

{\displaystyle k(a_{0},a_{1},a_{2},\dots )=(ka_{0},ka_{1},ka_{2},\dots )}

Això dona al conjunt {\displaystyle \mathbb {K} ^{\infty }} una estructura d'espai vectorial sobre {\displaystyle \mathbb {K} }, com pot comprovar directament. Ara definim el producte entre dues successions de {\displaystyle \mathbb {K} ^{\infty }} segons la fórmula:

{\displaystyle (a_{0},a_{1},a_{2},\dots )\times (b_{0},b_{1},b_{2},\dots )=(a_{0}b_{0},a_{1}b_{0}+a_{0}b_{1},a_{2}b_{0}+a_{1}b_{1}+a_{0}b_{2},\dots )}

en què, si {\displaystyle A\times B=C=(c_{0},c_{1},c_{2},\dots )}, el terme general  c  k   és:

{\displaystyle c_{k}=\sum _{m+n=k}a_{m}b_{n}}

Noteu que aquesta definició coincideix amb la de producte de Cauchy de dues successions. Així mateix, si multipliquem dos polinomis (o dues sèries absolutament convergents) amb coeficients reals o complexos, veiem que els coeficients del resultat segueixen una regla anàloga. Pel mateix aquesta definició és coherent des d'un punt de vista intuïtiu.
Es pot demostrar per la definició que l'operació {\displaystyle \times } en {\displaystyle \mathbb {K} ^{\infty }} és commutativa, associativa i distributiva, el que implica que {\displaystyle (\mathbb {K} ^{\infty },+,\times )} és una {\displaystyle \mathbb {K} }-àlgebra lineal commutativa amb unitat, és a dir, una estructura algebraica que és tant espai vectorial com anell commutatiu amb unitat, sent l'element neutre la successió 1 = (1,0,0, ...).
Adoptarem, com és habitual, la notació {\displaystyle S^{0}=1,S^{1}=S,S^{n+1}=S^{n}\times S}. Denotarem per  x  a la successió (0,1,0,0, ...). Noteu que a la resta d'aquest article la lletra  x  denotarà a aquesta successió  i no a una variable . Tenim llavors:

{\displaystyle x^{0}=(1,0,0,0,...),x^{1}=(0,1,0,0,...),x^{2}=(0,0,1,0,...),x^{3}=(0,0,0,1,...)}

etc. Tenim llavors la igualtat:

{\displaystyle (a_{0},a_{1},a_{2},a_{3},\dots )=a_{0}x^{0}+a_{1}x^{1}+a_{2}x^{2}+a_{3}x^{3}+\dots =\sum _{k=0}^{\infty }a_{k}x^{k}}

Aquesta és la definició d'una sèrie formal de potències. Nota: el conjunt de les sèries de potències per als quals existeix un índex  k  que satisfà que  a  n   = 0 per a tot  n> k  és una sub-àlgebra lineal de {\displaystyle \mathbb {K} ^{\infty }} isomorfa al conjunt de les funcions polinomis en el cos {\displaystyle \mathbb {K} } (a menys que aquest cos sigui finit). En general, denotem a ambdós conjunts amb el símbol {\displaystyle \mathbb {K} [x]} i no fem distinció entre una sèrie formal finita i un polinomi.
Noteu que en el concepte de sèrie formal de potències la notació {\displaystyle \sum _{k=0}^{\infty }a_{k}x^{k}} és només una expressió convenient i no al·ludeix de cap manera a la convergència o divergència de la sèrie, oa assignar-li un valor. Es reitera que  x  representa la successió (0,1,0,0 ...) i no és una variable. En el cas d'una sèrie finita (polinomi) hi ha una forma d'assignar directament un valor, el que s'analitzarà posteriorment.

## Assignació d'un valor a una sèrie de potències formal
Tot i que el treball amb una sèrie de potències formal no involucra de cap manera assignar un valor a una sèrie {\displaystyle S=S(x)=(a_{0},a_{1},a_{2},\dots )=a_{0}x^{0}+a_{1}x^{1}+a_{2}x^{2}+\dots }, podem, si s'escau, assignar en certs casos un nombre a una sèrie de potències S, de la manera següent:
Sigui {\displaystyle {\mathcal {A}}} un {\displaystyle \mathbb {K} }-àlgebra lineal amb unitat, ii un espai vectorial {\displaystyle ({\mathcal {A}},+,\cdot )} sobre {\displaystyle \mathbb {K} } amb una segona operació {\displaystyle \times } que li dona a {\displaystyle ({\mathcal {A}},+,\times )} una estructura d'anell amb unitat. Com abans, donat un element {\displaystyle \alpha \in {\mathcal {A}}}, denotem {\displaystyle \alpha ^{0}=1,\alpha ^{1}=\alpha ,\alpha ^{n+1}=\alpha \times \alpha ^{n}}, en què 1 és l'element unitat de {\displaystyle {\mathcal {A}}} (com és usual). Llavors, donada una sèrie finita o polinomi formal {\displaystyle S(x)=(s_{0}x^{0}+s_{1}x^{1}+s_{2}x^{2}+\dots +s_{n}x^{n})\in \mathbb {K} [x]}, se li assigna a cada {\displaystyle \alpha \in {\mathcal {A}}} un element de {\displaystyle {\mathcal {A}}} donat per:

{\displaystyle S(\alpha )=\sum _{k=0}^{\infty }s_{k}\alpha ^{k}=s_{0}\cdot 1+s_{1}\alpha +s_{2}\alpha ^{2}+\dots +S_{n}\alpha ^{n}}

Per exemple, si {\displaystyle P(x)=(1+x^{2}-3x^{4})\in \mathbb {R} [x]}, s'ha de {\displaystyle P(2)=(1+(2)^{2}-3((2)^{4}))=1+4-48=-43}.
Per assignar d'una manera anàloga un valor a una sèrie de potències formal infinita s'han d'introduir els conceptes de límit i convergència, per a això és necessari definir una topologia sobre el conjunt {\displaystyle {\mathcal {A}}}. Per exemple, si considerem la sèrie {\displaystyle S(x)=(1+x+x^{2}+x^{3}+\dots )\in \mathbb {R} ^{\infty }}, podem dir, per exemple, que:

{\displaystyle S\left({\frac {1}{2}}\right)=1+{\frac {1}{2}}+{\frac {1}{4}}+{\frac {1}{8}}+\dots =2}

i, en general:

{\displaystyle S(x)=1+x+x^{2}+x^{3}+x^{4}+\dots ={\frac {1}{1-x}}}

No obstant això, per la manera com s'ha construït la topologia de {\displaystyle \mathbb {R} }, és a dir, per la definició de límit en el cos dels reals, la darrera igualtat és vàlida només quan |x|<1. No obstant això, mitjançant manipulacions algebraiques o analítiques pot assignar un valor a altres sèries encara que no convergeixin en sentit estricte (vegeu Sèrie divergent per a més detalls), per exemple, donada la mateixa sèrie de l'exemple anterior, intentem assignar mitjançant mètodes de l'àlgebra un valor a S(2):
S(2) = 1 + 2 + 4 + 8 + ... = u
2u = 2·1 + 2·2 + 2·4 + 2·8 + ... = 2 + 4 + 8 + 16 + ... = (1 + 2 + 4 + 8 + 16 + ...) - 1 = u - 1
2u = u - 1
u = -1
Podem veure que, tot i que això en sentit estricte no és correcte, és un resultat coherent i podem considerar vàlid en cert context en què calgui que S(2) tingui un valor.